# 珠江三角洲绿道网肇庆段
珠江三角洲绿道网肇庆段，简称肇庆绿道，是珠江三角洲绿道网的一部分，由省1号绿道、省6号绿道及其延长线以及肇庆市市立绿道诸线组成。截至2011年1月14日，肇庆已建成绿道505公里。

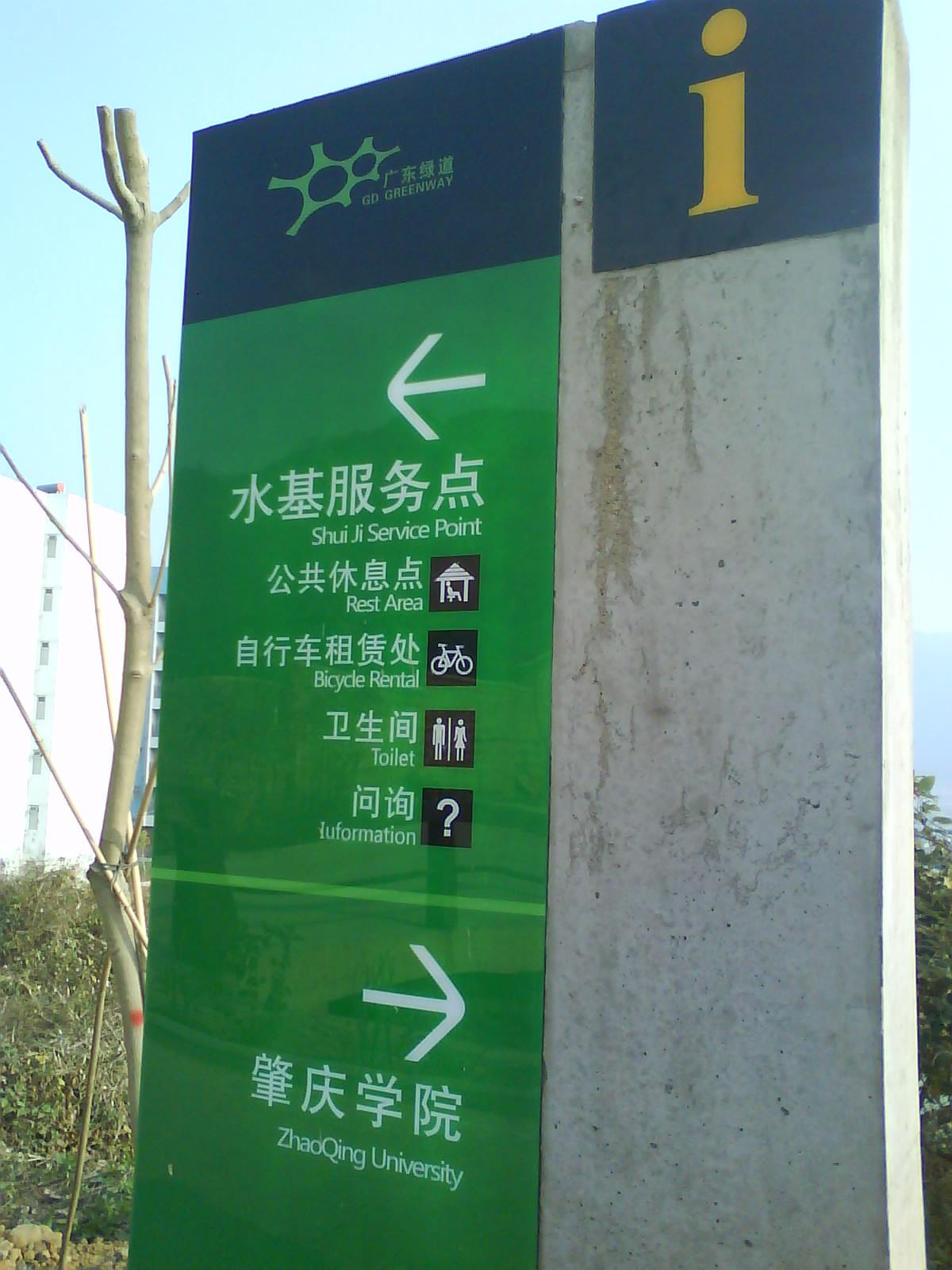
省绿道1号线肇庆端州段提示牌